# Cockerill Mk. 8
Le canon Mk8 est un canon antichar de calibre 90 mm utilisé par les Piranha IIIC DF90 depuis 2008.

## Historique
Le Mk. 8, aussi appelé MK8 est une évolution du 90/46 Mark 8 KEnerga commercialisé au cours des années 1980. Il est issu du développement conjoint de deux sociétés belges, Cockerill Mechanical Industries pour le canon et MECAR pour les munitions.
L'objectif principal de ce développement conjoint était de fournir à des véhicules blindés légers à roues de moins de vingt tonnes une puissance de feu équivalente à celle d'un canon anti-char de 105 mm armant les chars de combat et les véhicules à roues de vingt tonnes et plus.
Le premier prototype de ce système d'arme a été achevé entre 1992 et 1993, il a ensuite été monté dans la tourelle Cockerill LCTS, le développement de cette dernière s'est achevé en 1997.
En 1993, la tourelle LCTS a été montée sur un prototype de Pandur et a fait l'objet d'une démonstration dynamique au Moyen-Orient.

## Caractéristiques
Le tube du canon du Mk8 a une longueur de 48,5 calibres, il dispose d'un frein de bouche à simple étage et d'un évacuateur de fumée.  
La pression maximale admissible dans la chambre du canon est 310 Mpa. Le frein de tir est du type concentrique, le piston du récupérateur contient de l'azote. 
La mise à feu du canon est électrique, via un circuit électrique de 24 V DC. En cas de problème, elle peut être faite de manière mécanique, à l'aide d'un percuteur.

## Munitions
| B                | Type                                    | Description               | Effets                                                             | Poids du projectile (kg) | Vélocité (m/s) | Charge explosive (kg)  | Type percuteur | Poids total de la munition | Longueur hors tout (mm) |
| ---------------- | --------------------------------------- | ------------------------- | ------------------------------------------------------------------ | ------------------------ | -------------- | ---------------------- | -------------- | -------------------------- | ----------------------- |
| M691A2 HEP-T     | obus explosif à tête d'écrasement       | certifié en décembre 2002 | fait un trou dans un double mur en béton armé de 20 cm d'épaisseur | 7,7                      | 712            | 1,9 de composition A3  | BD             | 14,4                       | 948                     |
| M692A2 HEP-TP-T  | obus à tête d'écrasement d'entraînement | certifié en décembre 2002 | .                                                                  | 7,5                      | 709            | .                      | .              | 13,7                       | 948                     |
| M690A1 APFSDS-T  | obus-flèche                             | certifié en décembre 2002 | Perce la cible OTAN Simple Char Lourd à plus de 2 000 m            | 3,6 (barreau saboté)     | 1 330          | non équipé             | non équipé     | 12,5                       | 977                     |
| M697A1 TPFSDS-T  | obus-flèche d'entraînement              | certifié en décembre 2002 | .                                                                  | 3,2 (barreau saboté)     | 1 360          | non équipé             | non équipé     | 11,5                       | 956                     |
| M693A2 SMK(WP)-T | obus fumigène                           | certifié en décembre 2002 | .                                                                  | 7,7                      | 709            | 1,3 de phosphore blanc | BD             | 14,4                       | 948                     |